# Сръчковците
„Сръчковците“ е руски компютърен анимационен сериал. Създаден по разказа на Едуард Успенски „Гарантирани човечета“. Премиерата се състои на 13 декември 2010 г. в рамките на телевизионното предаване „Лека нощ, деца!“ по канала „Россия 1“.
Анимационният филм е създаден от продуцентската компания Aeroplan. Идеята за поредицата принадлежи на Александър Татарски (посочен в заключителните надписи).
2D анимационни вложки са произведени от кипърското студио „Toonbox“, украинското студио „ToonGuru“ и руския SKA „Петербург“. В момента съдържа над 200 епизода
В България се излъчва по канал "SuperToons".

## Сюжет
Анимационният сериал разказва за семейство Фиксики – човечета, които живеят вътре в оборудването и поправят неговите повреди. Общо девет са героите в поредицата: Татус, Мася и техните деца Симка и Нолик, дядото Дедус, както и съучениците на Симка и Нолик: Файер, Игрек, Шпуля и Верта. В анимационния филм участват и Том Томас, осемгодишно момче, чиято къща е обитавана от фикси, кучето му Кусачка от породата чихуахуа, родителите на момчето, паякът Жучка, Катя, приятелката на Том Томас, Васка, неговата съученичка и бабата на Том Томас.

## Главни герои
- Симка е деветгодишно фикс момиче. По-голямата сестра на Нолик и приятелката на ДимДимич. Умен и активен. Симка винаги е готова да се притече на помощ на приятели. В същото време тя действа бързо и решително. Симка учи в училището на фиксите, тя е най-добрият ученик в класа.
- Нолик е по-малкият брат на Симка и приятел на ДимДимич. По човешки стандарти той е на пет години. Той е мил и директен. На Нолик понякога му липсват знания и опит, което не му пречи да има собствено мнение. Нолик често попада в трудни ситуации, от които сам не може да излезе.
- Том Томас (ДимДимич) е десетгодишно момче. Той е любопитен и се интересува от технологии. По природа ДимДимич е мечтател. Играейки някаква игра, той се увлича, забравяйки за времето, а понякога и за предпазливостта. Той е приятел с Сръчковците и професор Чудаков, а също така е вторият човек, посветен в тайната на Сръчковците.
- Родителите на Том Томас са типични родители, които рядко обръщат нужното внимание на детето си, но много обичат Том Томас и понякога дори участват в неговите игри и приключения. Бащата на ДимДимич (Дмитрий Кудикин) е журналист, а майка му (Любов Кудикина) е зъболекар.
- Гениалният Евгениевич Чудаков е професор, съпруг на Ерика, стар приятел на Дедус, а също и първият човек, посветен в тайната на фиксите. Малко разпръснат, а името му говори само за себе си. Разполага със собствена лаборатория, в която се помещава училището за малки Сръчковците. Той е приятел с Том Томас и Катя.
- Лизонка е секретарка на професор Чудаков. Той не знае за фиксиите, но се досеща, че има някой в лабораторията и се опитва да ги хване. В игралния филм Сръчковците срещу кработи тя се омъжва за капитана и остава с него на кораба.

## Пълнометражни филми
Трейлърът на първия пълнометражен анимационен филм е пуснат на 27 декември 2016 г. На 20 юли 2017 г. е обявено, че е започнала разработката и производството на втората част на филма.
Премиерата на първия пълнометражен анимационен филм „Сръчковците: Строго секретно“ се състои на 28 октомври 2017 г.
През септември 2018 г. става известна датата на излизане на втория игрален филм „Сръчковците срещу кработи“. Премиерата е насрочена за 21 декември 2019 г. На 29 март 2019 г. е пуснат първият трейлър на анимационния филм.

## Спин оф
Анимационният сериал е удължен за 4-ти сезон, който излиза на 29 февруари 2020 г. и се казва „Нови Фиксики“, където се появяват нови герои, а действието на анимационния сериал се развива в къщата на Катя.

## Награди
- 2012 г. – Първият детски фестивал на домашната анимация „Дъгата на детството“. Професионалното детско жури определя поредицата като най-мъдрата. Членовете на журито определят главния герой на този сериал за най-интересния герой.
- 2013 г. – XVI Международен фестивал на анимационните филми „Анимаевка-2013“ (Могилев) – Диплом на журито „За познавателност“ за сериала „Фиксики“ на режисьора Иван Пшонкин и Арсен Хачатарян.
- 2014 г. – Национална награда „Златно мече“ в областта на стоките и услугите за деца – в номинацията „Най-добра мултимедийна продукция“.
- 2017 г. – награда Мултимир за: най-добът руски анимационен сериал
- 2019 г. – наградата на Министерството на образованието и науката „За вярност към науката“ в номинацията „Най-добър детски проект за наука“.